# Ford Quadricycle

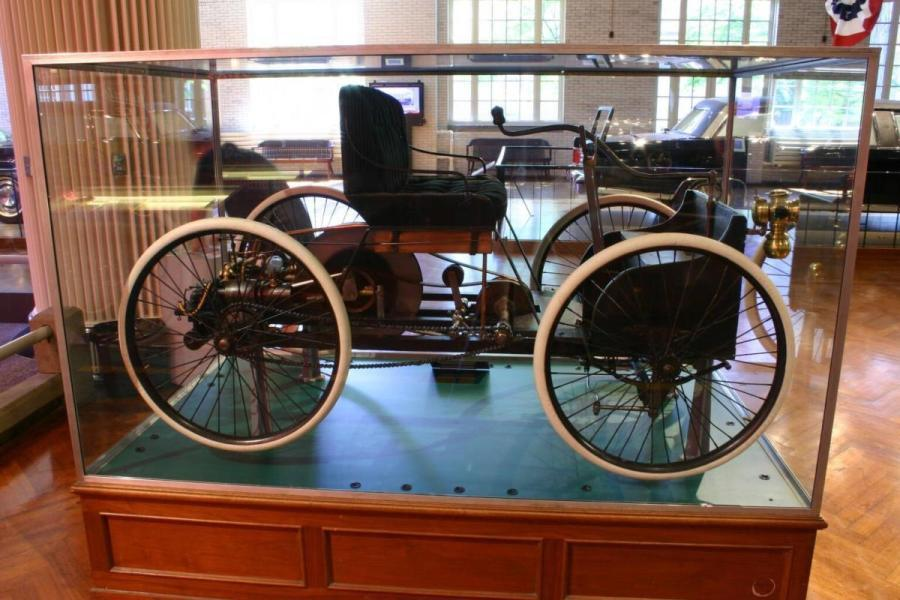
Seitenansicht

Ford Quadricycle ist ein Personenkraftwagen. Entgegen der Bezeichnung entspricht es nicht der in Europa bekannten Bauart Quadricycle.

## Beschreibung
Henry Ford stellte das erste Fahrzeug dieses Typs im Juni 1896 mit Hilfe von David Bell, Jim Bishop, George Cato und Edward Huff her. Er verkaufte es für 200 US-Dollar an Charles Ainsley. Mit dem Erlös stellte er laut einer Quelle Ende 1897 oder Anfang 1898 ein zweites Fahrzeug fertig. Eine andere Quelle gibt dagegen an, dass erst 1899 und 1901 zwei weitere Fahrzeuge gefertigt wurden.
Das Fahrzeug hat einen liegenden Zweizylinder-Reihenmotor. Er arbeitet im Viertaktverfahren. 2,5 Zoll (63,5 mm) Bohrung und 6 Zoll (152,4 mm) Hub ergeben 965 cm³ Hubraum. Der Motor leistet laut einer Quelle 3 bis 4 PS, laut anderen etwa 4 PS. Er treibt über ein Zweiganggetriebe und Kette die Hinterachse an.
Zu den Abmessungen gibt es leicht unterschiedliche Angaben: 1245 mm Radstand, 1994 mm oder 2007 mm Länge, 1156 mm Breite und 1092 mm oder 1143 mm Höhe. Das Fahrzeug wiegt 227 kg oder 240 kg. 32 km/h Höchstgeschwindigkeit sind angegeben.
Das offene Fahrzeug bietet Platz für zwei Personen auf einer Sitzbank.
Henry Ford kaufte 1904 das erste Fahrzeug für 65 Dollar zurück. Es ist erhalten geblieben und im Henry Ford Museum ausgestellt. Daneben gibt es einige Nachbauten.
Eine Nachbildung aus dem Den Hartogh Ford-Museum wurde 2018 für 52.900 Euro versteigert.